# 5157 Hindemith
5157 Hindemith eller 1973 UB5 är en asteroid i huvudbältet som upptäcktes den 27 oktober 1973 av den tyske astronomen Freimut Börngen vid Tautenburg-observatoriet. Den har fått sitt namn efter den tyske tonsättaren Paul Hindemith.
Asteroiden har en diameter på ungefär 14 kilometer och den tillhör asteroidgruppen Themis.